# Dollman
Dollman es una película de 1991 de ciencia ficción y acción protagonizada por Tim Thomerson como el policía espacial Brick Bardo, también conocido como Dollman después de haber sido reducido a 13 centímetros de altura, mientras estaba en la Tierra, de ahí su apodo. A pesar de su tamaño, Bardo está equipado con su desintegrador Groger, que es el arma más poderosa del universo. La película también está protagonizada por Jackie Earle Haley como el enemigo humano de Bardo, Braxton Rojo.

## Argumento
Brick Bardo es un policía en el planeta Arturus, que está a muchos años luz de la Tierra. Un día, un delincuente irrumpe en un local de lavandería donde muchas mujeres regordetas y sus niños se encuentren, y los tiene de rehenes, mientras que los agentes de policía se encuentran fuera de la premisa. Bardo con humor entra a lavar su ropa y es bastante sorprendido por este acto desafiante. Después de salvar a los asustados rehenes, Bardo en lugar de ser aclamado como un héroe, es gritado por el alcalde, quien conoce de los métodos generalmente violentos que el usa por lo que Bardo se suponía que iba a ser suspendido.
La película luego muestra a Bardo en su apartamento. Justo en ese momento, un hombre comienza a dispararle y le dice que un viejo amigo desea verlo, antes de usar algún dispositivo que lo pone a dormir. Después Bardo se despierta en una llanura desértica, donde Sprug, el más grande enemigo de Bardo, le dice que la medicina moderna lo hizo maravilloso, a diferencia de la familia fallecida de Bardo, entonces Sprug le dice a Bardo que le disparará en todas las partes de su cuerpo, al igual que Bardo lo hizo antes con él.
Los dos hombres junto a Sprug están a punto de matar a Bardo utilizando la propia arma de Bardo, el desintegrador Groger. Pero Bardo utiliza un campo magnético en su mano para recuperar su arma y dispara rápidamente a los dos secuaces. Uno de ellos es golpeado por la mitad, fuma un cigarrillo y le pregunta qué quiere Bardo, pero él simplemente le dice "nada" antes de ir tras Sprug. A pesar de la advertencia dada de no entrar en una banda de energía (algunas misteriosas luces brillantes en el espacio), ambos Sprug y Bardo pasan por una de esas bandas de energía, llegando finalmente a la Tierra con sus tamaños encogidos varios centímetros.
La película entonces muestra varios actos criminales ocurriendo en The Bronx, New York City.

## Reparto
- Tim Thomerson como Brick Bardo.
- Jackie Earle Haley como Braxton Red.
- Kamala Lopez como Debi Alejandro.
- Humberto Ortiz como Kevin Alejandro.
- Nicholas Guest como Skyresh.
- Judd Omen como Alcalde.
- Samantha Phillips como Tina
- Michael Halsey
- Frank Collison
- Vincent Klyn como Hector

## Lanzamientos
La película fue producida por características de la Luna Llena, que también trabajaron con Thomerson en el Trancers serie. Fue seguido por una secuela de crossover en 1993 llamado Dollman vs Demonic Toys, que es también una secuela de Demonic Toys (1992) y Bad Channels (1992).
Dollman hizo su debut en DVD en 2005 con el box set de "The Dollman / Demonic Toys Box Set". La película también se presentó en una edición limitada de "Full Moon Features: The Archive Collection", una colección 20 aniversario que contó con 18 de las películas más populares de Full Moon.
El 9 de noviembre de 2010, Echo Bridge Home Entertainment lanzó un triple set con esta película, Demonic Toys y Dollman vs. Demonic Toys.
Dollman fue lanzado el blu-ray en los EE. UU. el 17 de diciembre de 2013, por Full Moon Entertainment.